# كمال هشكار
كمال هشكار (بالفرنسية: Kamal Hachkar)‏ (بالأمازيغية: ⴽⴰⵎⴰⵍ ⵀⴰⵛⴽⴰⵔ) هو مخرج مغربي - فرنسي ولد في 25 فبراير 1977 بتنغير المغربية.

## السيرة الذاتية
ولد كمال هشكار بتنغير من أبوين مسلمين من أصل أمازيغي وغادر مسقط رأسه وهو رضيع ذو ستة أشهر مع والدته للالتحاق بوالده الذي هاجر إلى فرنسا عام 1968  وقد ترعرع في بين الثقافة الفرنسية والمغربية الإسلامية.
وحصل على درجة الماجيستر في تاريخ العصور الوسطى في العالم الإسلامي من جامعة السوربون ليصبح عام 2005 مدرسا في فرنسا بسلك التعليم الثانوي.
وفي 2013 أخرج أول فيلم وثائقي له تحت عنوان تنغير-القدس : أصداء الملاح الذي يحكي عن كون بلدة تنغير كانت واحة سلام تجمع بين كل من اليهود والمسلمين منذ أزيد من 2000 سنة وحتى فترة الحماية الفرنسية على المغرب. وقد أثار هذا الفيلم جدلا واسعا حيث انتقذه حزب العدالة والتنمية لكونه يدعو إلى تطبيع العلاقات بين إسرائيل والمغرب. ورغم ذلك فقد عرض الفيلم في عدة مهرجانات وحاز على عدة جوائز منها في المهرجان الوطني السينمائي المغربي.

## الأفلام
- 2013 : تنغير-القدس : أصداء الملاح.
- القدس-تنغير: العودة إلى الوطن (تم عرضه في أواخر عام 2015).
- 2017 : تاسانو – تايرينو (قلبي - حبي بالأمازيغية).[6]

## الجوائز
- 2013 : الجائزة الكبرى لأفضل فيلم وثائقي بالمهرجان الدولي للسينما والذاكرة المشتركة بالناظور.[7]
- 2013 : جائزة الصحافة المحلية والعامة بالمهرجان الدولي للسينما والذاكرة المشتركة بالناظور.
- 2013 : جائزة أفضل فيلم وثائقي بالمهرجان الدولي للفيلم الأمازيغي بباريس.
- 2013 : ترشيح «تيومبو من التاريخ» بالمهرجان الدولي للفيلم في بلد الوليد.
- 2013 : دعم من طرف المهرجان الدولي للفيلم الشرقي بجنيف.
- 2012 : جائزة إدريس بنزكري لأفضل فيلم بالمهرجان الدولي لفيلم حقوق الإنسان بالرباط.[8]
- 2012 : جائزة أفضل فيلم وثائقي بمهرجان عيون اليهود بعسقلان.
- 2013 : جائزة عدن للفيلم الوثائقي بمهرجان أضواء أفريقيا.[9]
- 2012 : جائزة أحمد عطية للحوار بين الثقافات بمهرجان ميديميد ببرشلونة.
- 2013 : جائزة أفضل فيلم بالمهرجان الوطني للفيلم بطنجة.[10][11]

## روابط خارجية
- كمال هشكار على موقع IMDb (الإنجليزية)
- كمال هشكار على موقع روتن توميتوز (الإنجليزية)
- كمال هشكار على موقع ألو سيني (الفرنسية)